# Román Fresnedo Siri
Román Fresnedo Siri (Salto, 4 febbraio 1903 – Montevideo, 26 giugno 1975) è stato un architetto uruguaiano, esponente del modernismo.
Si è laureato in architettura presso la Facoltà di Architettura dell'Università della Repubblica, che si trovava nel vecchio edificio della Facoltà di Matematica nella città vecchia di Montevideo.
Tra le sue molte opere sono degne di nota: 
- le tribune Folle Ylla (1938) e Local Tribuna (1945) nell'ippodromo di Maroñas
- l'edificio della Scuola di Architettura (UdelaR), inaugurato nel 1947, a Montevideo (in collaborazione con Mario Muccinelli)
- il Palazzo di Luce, la sede della UTE, nel quartiere di Arroyo Seco a Montevideo
- la sede della Pan American Health Organization a Washington (Stati Uniti d'America, inaugurata nel 1965[1]
- il monumento a Luis Batlle Berres nella piazza dove Bulevar Artigas curva ad angolo retto, inaugurato nel 1967
- l'ospedale americano nella zona di Parque Batlle
- l'Ippodromo del Cristal a Porto Alegre (Brasile)